# Station Darbu
Station Darbu is een station in  Darbu in de gemeente Øvre Eiker  in  Noorwegen. Het station ligt aan Sørlandsbanen, maar wordt alleen gebruikt door de stoptrein tussen Kongsberg en Eidsvoll